# Малая Куропаточья
Ма́лая Куропа́точья (Кус-Юрэ́х) — река в России, протекает по территории Нижнеколымского района Якутии. Впадает в Восточно-Сибирское море. Бассейн реки расположен к востоку от бассейна Алазеи и к западу от Большой Куропаточьи.
Протекает в малонаселённой местности, на реке отсутствуют населённые пункты.
Длина реки — 213 км, площадь водосборного бассейна — 3590 км².

## Притоки
Основные притоки от устья к истоку:
- Хэндэ
- Иосиф
- Кустаах
- Махотка
- Бульгуннях-Сян
- Иккис-Хойлначил